# Shahrestān di Bafq
Lo shahrestān di Bafq (farsi شهرستان بافق) è uno degli 11 shahrestān della provincia di Yazd, il capoluogo è Bafq, una città di 30.867 abitanti (nel 2006).
La prima storia islamica di Bāfq è oscura e i maggiori eventi della storia iraniana le sono passati accanto, trovandosi a nord della principale autostrada Yazd-Kermān. I geografi arabi e persiani medievali menzionano un Bāft o Bāfd, ma questo deve chiaramente essere il piccolo luogo nella provincia di Kermān tra la città di Kermān e Sīrjān. Tuttavia, il Bāfq più a nord vicino a Yazd esisteva senza dubbio nel periodo Saljuq, poiché è menzionato più volte, in contesti in cui la sua posizione geografica è certa. Durante il regno di Shah ʿAbbās, i moschettieri (tofanġčīān) del distretto di Bāfq sono menzionati come distintisi nella guerra contro gli Ottomani in Transcaucasia.